# James Baldwin
James Arthur Baldwin, född 2 augusti 1924 i Harlem i New York, död 1 december 1987 i Saint-Paul-de-Vence i Frankrike, var en amerikansk författare.

## Biografi

### Uppväxt
Baldwin föddes i Harlem i New York som son till Emma Berdis Jones, som lämnat Baldwins biologiska far på grund av hans drogmissbruk. När Baldwin var tre år gammal gifte sig modern med David Baldwin, som var fabriksarbetare och baptistpastor. Med honom fick hon åtta barn. Styvfaderns religion kom att spela en stor roll i författarens ungdom och också vidare i livet. I tonåren var Baldwin ungdomspredikant i Harlem Pentecostal church.
Baldwins uppväxt var fattig men han visade sig ha ett skarpt intellekt. Han läste mycket, både i skolan och på fritiden som han ofta ägnade på biblioteket. Han har senare sagt att hans tid som predikant tände hans skrivarglöd. Vid 17 års ålder bröt han med kyrkan, men skrivandet fortsatte han med.

### Författarskap
Efter att ha flytt hemmet och kyrkan arbetade Baldwin vid järnvägen ett kort tag innan han flyttade till Greenwich Village där han började skriva, framförallt bokrecensioner. Han blev vän med författaren Richard Wright som hjälpte honom söka stipendier så att han kunde försörja sig på skrivandet.
År 1948 flyttade Baldwin 24 år gammal till Paris. Han hoppades kunna leva ett mer öppet liv som svart och homosexuell i Paris än i USA, och dessutom lättare kunna skriva om USA med ett utanförperspektiv. I Paris fortsatte han frilansa som skribent innan han 1953 publicerade sin första roman och Gå och förkunna det på bergen (Go tell it on the mountain på engelska).

Baldwins böcker behandlar rasism och sexualitet i mitten av 1900-talet. Baldwins huvudpersoner är ofta men inte uteslutande afroamerikanska, homosexuella och bisexuella män. Dessa karaktärer möter ofta interna och externa hinder i sitt sökande efter social- och självacceptans. Sådan dynamik är framträdande i Baldwins andra roman, Giovannis rum, som skrevs 1956, långt innan rörelsen för homosexuella startade.

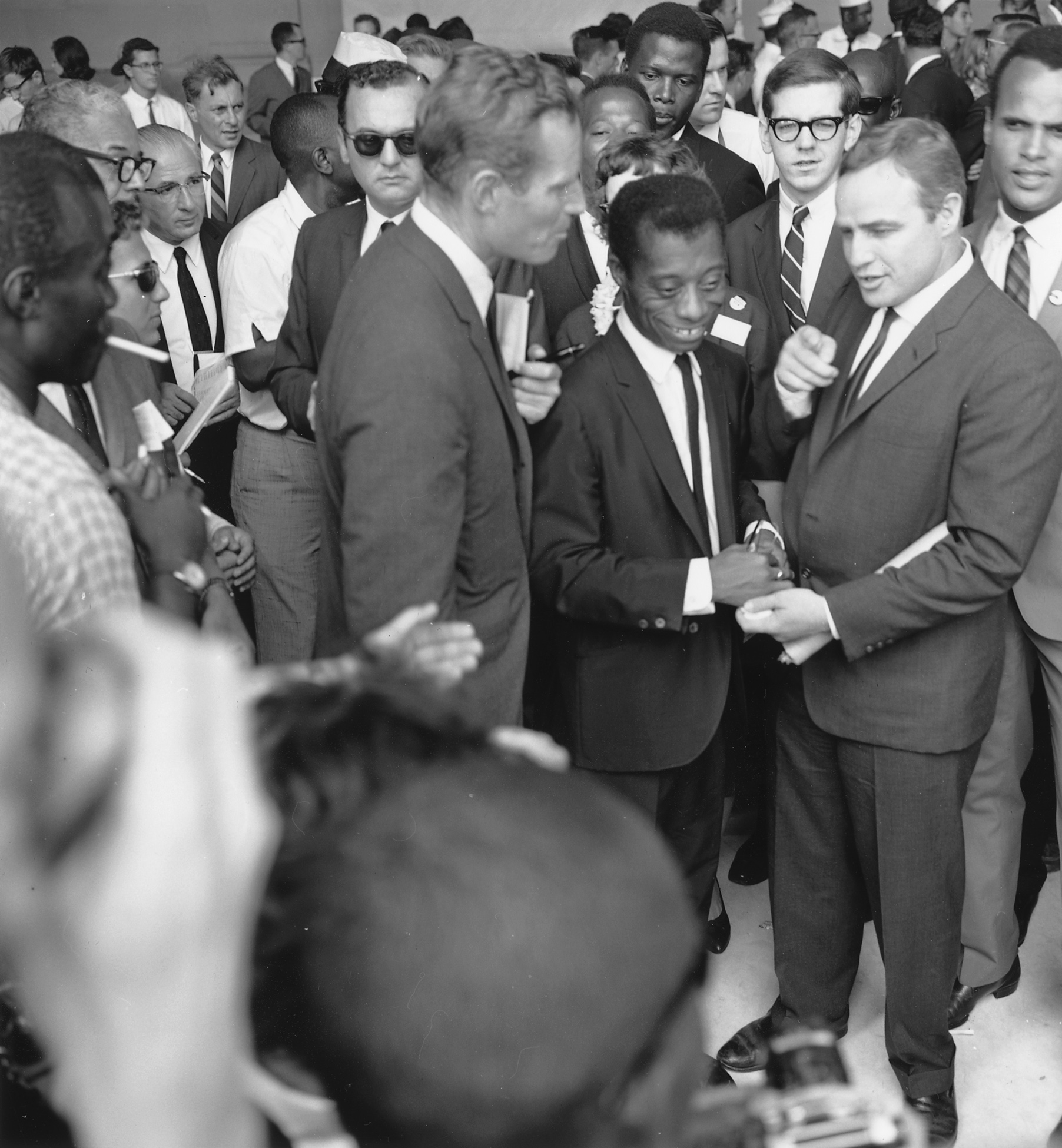
James Baldwin med skådespelarna Charlton Heston och Marlon Brando 1963, vid en manifestation för medborgerliga rättigheter.

### Aktivism
Baldwin led svårt av rasismen mot svarta i USA och beskrev detta i sitt skrivande. Med perspektivskiftet som flytten till Frankrike medförde blev hans blick för de rasistiska strukturerna i hans hemland skarpare. 1957 återvände han till USA för att han kände ett ansvar att ta plats i civilrättsrörelsen. Han intervjuade aktivister i rörelsen och fick essäer och artiklar om den publicerade i riksmedia. Han åkte på flera föreläsningsturnéer där han proklamerade sin syn på rasfrågan. Han beskrev sin ståndpunkt som liggande mellan Malcolm X:s "muskulösa approach" och Martin Luther Kings mer fredliga.
Baldwins sexualitet gick inte hem hos alla i rörelsen. Medborgarrättsrörelsen var fientlig mot homosexuella. De enda öppet homosexuella männen i rörelsen var James Baldwin och Bayard Rustin. Baldwin blev en inspirerande figur för den framväxande homosexuella rörelsen.
Vid sin död 1987 lämnade Baldwin det oavslutade manuskriptet Remember This House efter sig - en redogörelse av Baldwins personliga minnen av Medgar Evers, Malcolm X och Martin Luther King. Manuskriptet utgör grunden för Raoul Pecks Oscar-nominerade dokumentärfilm I Am Not Your Negro från 2016.